# Training Within Industry
Training Within Industry (TWI) war ein Programm, das vom United States Department of War ins Leben gerufen wurde und von 1940 bis 1950 ein Teil der War Manpower Commission war. Zweck des Programms war es, kriegswichtige Industrien zu beraten, deren Mitarbeiter zur US Army einberufen worden waren, während das Kriegsministerium gleichzeitig zusätzliche Rüstungsgüter bestellte. Es war offensichtlich, dass der Mangel an ausgebildeten und fähigen Arbeitern in einem Moment, in dem sie dringend benötigt wurden, diese Industrien in eine Notlage versetzen würden, und dass nur verbesserte Ausbildungsmethoden dieses Defizit ausgleichen konnten. Bis zum Ende des Zweiten Weltkriegs hatten über 1,6 Millionen Arbeiter in über 16.500 Werken eine Zertifizierung erhalten. Das Programm wurde nach dem Krieg in Europa und Asien fortgeführt, wo es den Wiederaufbau unterstützte. Besonders angesehen ist es in der Geschäftswelt, wo es die Entwicklung des japanischen Konzepts Kaizen angeregt hat.

## Übersicht
Die vier grundlegenden Trainings (Zehn-Stunden-Sitzungen) wurden von Experten aus der Privatwirtschaft entwickelt, die dafür leihweise abgestellt worden waren. Aufgrund der angespannten Situation wurden zahlreiche experimentelle Methoden getestet und verworfen. Daraus entstand ein Satz von verdichteten, fokussierten Trainingsprogrammen. Jedes Programm hatte Einführungselemente (engl. Appreciation Sessions), deren Ziel es war, die Programme an das Top-Management zu „verkaufen“ und die Programme dem mittleren Management vorzustellen. Jedes Programm enthielt außerdem „Train-the-Trainer“-Programme und Durchführungsleitfäden für die Master-Trainer.
Die TWI-Trainer mussten in einen Betrieb eingeladen werden, um ihr Material vorzustellen. Um das Programm zu vermarkten, entwickelten sie die „Fünf Bedürfnisse des Vorgesetzten“ (engl. Supervisor): jeder Vorgesetzte benötigt Wissen über die Arbeit, Wissen über die Verantwortung, Fähigkeit zur Unterweisung, Fähigkeit zur Verbesserung und Fähigkeit zur Führung. Während Wissen über die Arbeit ein Thema für die Berufsausbildung und Wissen über die Verantwortung ein Thema der Unternehmen war, konzentrierte sich TWI auf die Fähigkeiten zur Unterweisung, zur Verbesserung und zur Führung. Jedes Programm basierte auf Charles Allens Vier-Schritte-Methode (Vorbereitung, Präsentation, Anwendung und Überprüfung).
Verfügbare Zehn-Stunden-Sitzungen:
- Job Instruction (JI) – Arbeitsunterweisung: ein Kurs, der Trainern (Vorgesetzte und erfahrene Arbeiter) anleitete, unerfahrene Arbeiter schneller auszubilden. Die Ausbilder lernten, Tätigkeiten in genau definierte Einzelschritte zu zerlegen, die Abläufe zu zeigen und dabei die Schlüsselpunkte, sowie die Gründe für diese, zu erklären, den Unterwiesenen dabei zuzusehen, wie sie es unter Anleitung selbst versuchten und sie es nach und nach ohne Aufsicht tun zu lassen. Der Kurs basierte auf der Überzeugung: „Wenn der Arbeiter nicht gelernt hat, hat der Trainer nicht gelehrt.“ Auf Anfrage von Unternehmen außerhalb der Produktion wurden Variationen des Job-Instruction-Trainings für Krankenhäuser, Bürobereiche und landwirtschaftliche Betriebe entwickelt.
- Job Methods (JM) – Verbesserungsmethodik: ein Kurs, der Vorgesetzte anleitete, objektiv die Effizienz der Tätigkeiten in ihrem Verantwortungsbereich zu bewerten, sie methodisch einzuschätzen und Verbesserungen vorzuschlagen. Der Kurs arbeitete ebenfalls mit einer Zerlegung der Tätigkeit, aber die Teilnehmer lernten jeden Schritt zu analysieren und herauszufinden, ob es ausreichend Gründe gab, ihn weiterhin durchzuführen, indem sie eine Reihe gezielter Fragen stellten. Wenn sie feststellten, dass ein Schritt besser abgeschafft, kombiniert, neuangeordnet oder vereinfacht werden sollte, waren sie aufgefordert neue Methoden zu entwickeln und anzuwenden, indem sie diese dem „Chef“ und ihren Kollegen verkauften. Dabei war es nötig, deren Zustimmung bezüglich Sicherheit, Qualität, Quantität und Kosten zu gewinnen. Anschließend wurde die neue Methode standardisiert und die Beiträge der Beteiligten gewürdigt.[2]
- Job Relations (JR) – Arbeitsbeziehungen: ein Kurs, der Vorgesetzten beibrachte, effektiv und gerecht mit Mitarbeitern umzugehen. Er basierte auf der Überzeugung, dass „Menschen als Individuen behandelt werden müssen“.[2]
- Program Development (PD) – Programmentwicklung: dieser Meta-Kurs brachte denjenigen, die für Trainings verantwortlich waren, bei, das Management dabei zu unterstützen, Produktionsprobleme durch Trainings zu lösen. Anders als die Job-Trainings mit jeweils zweistündigen Sitzungen an fünf aufeinander folgenden Tagen umfasste PD jedoch fünf ganze Tage innerhalb von zwei Wochen.[2]

Es gab kurzzeitig auch einen Kurs, der Gewerkschaftsvertreter darin schulte, mit Management-Angehörigen effektiv zusammenzuarbeiten (Union Job Relations).

### Zusätzliche Programme
Interne Trainingsprogramme: „Management Contact Manual“ (1944) – ein formelles Training, um TWI-Programme an Unternehmensleitungen zu verkaufen; „How to get Continuing Results from TWI Programs in a Plant“ (1944) – dieses Training war das Ergebnis zweijährigen Experimentierens und der Erfahrungen, die es benötigt, um TWI erfolgreich einzuführen und umzusetzen.
- Job Safety (JS) – Arbeitssicherheit: Während der US-TWI-Dienst entschied, keine JS-Programm zu entwickeln (mit der Begründung, dass Sicherheit Teil jeder Tätigkeit sei), erarbeitete Kanada die erste Variante, die sich eng an das JI-Programm anlehnte. Dieses Programm wurde England angeboten, welches aber ablehnte und selbst ein JS-Programm entwickelte, das sich auf die Entdeckung von Risiken und deren Lösung konzentrierte. Kopien des britischen Programms zirkulierten ab 1948 in Japan.[3]
- Problem Solving (PS) – Problemlösung: Es gab zwei verschiedene Programme, die ähnliche Namen verwendeten. Die TWI-Foundation veröffentlichte ihr PS-Programm 1946 und folgte dem Standardformat der Job-Programme. TWI Inc. veröffentlichte ihr Programm 1955 als deutlich umfangreicher, das sich zur Problemlösung um den Einsatz der JI, JR und JM-Programme drehte.[4]
- Discussion Leading (DL) – Gesprächsführung: Dabei handelte es sich um eine frühe Arbeit in der Entwicklung dessen, was heute als Moderationstechniken (engl. facilitation skills) bekannt sind. TWIF kreierte auch eine Variante dieses Programms, bekannt als Konferenzleitung (engl. conference leading).

### Verbreitung in anderen Staaten
Es gab mehrere Gruppen, die einen Einfluss auf die weltweite Verbreitung des TWI-Programms hatten: US State Department, US Army, British Ministry of Labour, International Labor Organization (ILO) and Standard Oil. 1944 schickte das britische Arbeitsministerium Frank Perkins in die Vereinigten Staaten, um das TWI-Programm zu evaluieren. Im Sommer 1944 kehrte Perkins zurück nach England, um ein ähnliches Programm zu etablieren. Das britische Arbeitsministerium unterstützte das TWI-Programm aktiv. Neben den Vereinigten Staaten und England war das Programm 1959 bekanntermaßen in 65 Staaten im Einsatz. Die Verbreitung in Europa wurde durch Standard Oil angeführt, welches die Bestrebungen der Handbuchübersetzungen in nationale Sprachen förderte. Einige europäische TWI-Aktivitäten wurden im Rahmen des Marshall-Plans durch „Visiting Experts“ (VE) durchgeführt, jedoch mit beschränktem Erfolg. Es war die spätere Arbeit des ILO mit der Verwendung der Standard-Oil-Übersetzungen und Neu-Übersetzungen, die das TWI-Programm in Europa etablierte. Um 1947 wurden im Rahmen der ILO-TWI-Trainingsprogramme in Bangalore India die ersten Japaner ausgebildet.

#### Deutschland
1948 wurde mit der Einführung in Westdeutschland begonnen, ab 1950 mit Unterstützung des neugebildeten Bundesarbeitsministeriums. In dieser Zeit entstand auch der „Stuttgarter Arbeitskreis TWI zur Förderung innerbetrieblicher Arbeitsbeziehungen e.V.“. Dieser Arbeitskreis war der Sachwalter der für die Ausweitung des TWI-Programms zur Verfügung gestellten Gelder. Von diesem Arbeitskreis existiert ein Tagungsbericht von 1953. Der Verein wurde 2003 aus dem Vereinsregister Frankfurt gelöscht (telefonische Auskunft des Registergerichts Frankfurt vom 19. Juni 2017), die Akten zehn Jahre später 2013 leider vernichtet.
TWI-Elemente flossen auch in die REFA-Arbeit und in das RKW ein. Darüber hinaus wurde auch die westdeutsche Meisterausbildung von TWI beeinflusst. Bis 1953 hatten in Westdeutschland 80.000 Personen am Job-Instruction-Training teilgenommen.
Ähnlich wie bei den Vorbehalten in den USA gegenüber den vermeintlich japanischen Methoden aus dem Toyota-Produktionssystem hatte auch TWI in Deutschland mit Vorbehalten zu kämpfen.

### Nachkriegszeit
Obwohl die Regierung die Finanzierung des TWI-Programms zum Einsatz innerhalb der USA 1945 einstellte, finanzierte sie die Einführung in den vom Krieg erschütterten Nationen Europas und Asiens. Mehrere private Gruppen boten TWI weiterhin in den USA und außerhalb an. Channing Dooley, Walter Dietz, Mike Kane and Bill Conover (gemeinsam bekannt als „the Four Horsemen“) setzen die Entwicklung der Job-Programme fort, indem sie die TWI Foundation gründeten. Die Gruppe war für fortgesetzte Verbreitung von TWI in Europa und Asien verantwortlich. Der Leiter eines Regionalbüros gründete die TWI Inc. und wurde von der US-Regierung beauftragt TWI-Trainings in Japan anzubieten. TWI wurde in Japan besonders gut aufgenommen, wo TWI die Basis der Kaizen Kultur in der Industrie bildete. Kaizen, im Westen bekannt durch Begriffe wie Qualitätszirkel, wurde von der Toyota Motor Corporation in Verbindung mit Lean- or Just In Time-Prinzipien von Taiichi Ohno erfolgreich genutzt. Im Vorwort zu Dineros Buch „Training Within Industry“ berichtet John Shook von einem Toyota-Trainer, der eine alte Kopie eines TWI-Handbuchs hervorholte, um zu beweisen, dass amerikanischen Arbeitern bei NUMMI die „japanischen“ Methoden gelehrt werden konnten, die bei Toyota zum Einsatz kamen. Folglich war TWI der Vorläufer dessen, was heute als Japanische Erfindung angesehen wird.

### Folgezeit bis heute
Über die Gründe, warum TWI in den USA so schnell in der Versenkung verschwunden ist, existieren unterschiedliche Spekulationen. Nach Ansicht von Donald A. Dinero handelt es sich um ein komplexes Ökosystem, in dem die Elemente auf ähnlich undurchschaubare Weise zusammenspielen, wie das bei natürlichen Ökosystemen auch der Fall ist.
TWI wurde später in einigen Unternehmen weiter geführt, verschwand jedoch größtenteils vom Radar der öffentlichen Wahrnehmung. Walter Dietz beschrieb sein Lebenswerk in einem kleinen selbstverlegten Buch. Die Sichtbarkeit und Wahrnehmung änderte sich erst etwa 2000/2001 durch die Förderung kleiner und mittlerer Unternehmen durch die CNYTDO (Central New York Technology Development Organization).

### Deutschsprachig bzw. dt. Übersetzung
- G. Schretzmayr (Hrsg.): Die deutsche TWI-Arbeit: Tagungsbericht. Stuttgarter Arbeitskreis-TWI e.V., 1953.
- W. A. Pfaehler: Ausbildung in der Industrie. Promotionsschrift, ETH Zürich, 1959.
- Jeffrey K. Liker, David P. Meier: Toyota Talent: Erfolgsfaktor Mitarbeiter – wie man das Potenzial seiner Angestellten entdeckt und fördert. 2. Auflage. Finanzbuch Verlag, 2013, ISBN 978-3-89879-752-8.
- Götz Müller: TWI: Training Within Industry – Unterweisen, führen, verbessern. Carl Hanser Verlag, ISBN 978-3-446-45521-4.
- Patrick Graupp, Robert. J. Wrona/ Christian M. Thurnes (Herausgeber): Das TWI-Praxisbuch: Essentielle Fähigkeiten für den Alltag als Führungskraft. Synnovating Verlag, ISBN 978-3-9815493-5-5

### Englischsprachig
- Walter Dietz: Learning By Doing: The Story of Training Within Industry 1940–1970. 1970.
- Donald A. Dinero: Training Within Industry: The Foundation of Lean. CRC Press, 2005, ISBN 1-56327-307-1.
- Patrick Graupp, Robert. J. Wrona: The TWI Workbook: Essential Skills for Supervisors. Productivity Press, 2006, ISBN 1-56327-315-2.
- Patrick Graupp, Robert. J. Wrona: Implementing TWI: Creating and Managing a Skill-based Culture. CRC Press, 2011, ISBN 978-1-4398-2596-9.
- Donald A. Dinero: TWI Case Studies: Standard Work, Continuous Improvement, and Teamwork. Productivity Press, 2011, ISBN 978-1-4398-4610-0.
- Patrick Graupp, G. Jakobsen, J. Vellema: Building a Global Learning Organization: Using TWI to Succeed with Strategic Workforce Expansion in the LEGO Group. CRC Press, 2014, ISBN 978-1-4822-1363-8.
- Patrick Graupp, Robert J. Wrona: Second Edition: The TWI Workbook: Essential Skills for Supervisors. CRC Press, 2016, ISBN 978-1-4987-0396-3.
- Donald A. Dinero: The TWI Facilitator's Guide: How to use the TWI Programs successfully. Routledge, 2016, ISBN 978-1-4987-5484-2.